# اريك فرانكلين
اريك فرانكلين هو راقص سويسري، ولد في 28 فبراير 1957.